# Корнилов, Константин Николаевич
Константин Николаевич Корнилов (1879—1957) — советский психолог, профессор МГУ, академик АПН РСФСР (1943), значительное внимание уделявший также взаимоотношению психологии и философии.

## Биография
В 1898—1905 годах был народным учителем в Сибири. По его словам, с 1905 года состоял в социал-демократической партии, а с 1917 — в партии социал-демократов — интернационалистов (Голос работника просвещения. 1922, № 6).
Свидетельство зрелости получил в Томской гимназии, а в 1910 году окончил историко-филологический факультет Московского университета.
На I и II Всероссийских съездах по психоневрологии (1923 и 1924) обосновывал необходимость связи психологии с диалектикой. В 1926 году вышло 1-е издание его «Учебника психологии». Был одним из организаторов педагогического факультета 2-го Московского университета, превращенного затем в педагогический институт, и его деканом.
С 1928 по 1930 — редактор журнала «Психология». В 1923—1930 — директор Института психологии.
В 1930 году в ходе инспекторских и аудиторских проверок Института экспериментальной психологии РАНИОН комиссией Рабкрина была выявлена неэффективность работы этого научного учреждения и нецелевое расходование выделенных бюджетных средств. В результате в ноябре 1930 года Корнилов был отставлен от руководства институтом, институт был фундаментально реорганизован, а директором был назначен А. Б. Залкинд. Всего несколько месяцев спустя, в конце зимы — весной 1931 года, в реорганизованном и переименованном институте под руководством Залкинда и при активном участии Выготского, Лурии и др. прошла критическая научная дискуссия по обсуждению теоретических положений и практического применения так называемой «реактологической» концепции Корнилова (иначе: «реактологии» Корнилова), в ходе которой это направление в психологии было раскритиковано и снято с повестки дня института:

Когда несколько лет назад мы пришли в Психологический институт на смену Г. И. Челпанову, мы, бесспорно, все составляли единый фронт, который должен быть теперь со всей определенностью оценен как механистический. В чем была наша основная ошибка? Все сотрудники института пытались построить психологию как естественную, а не как социальную науку; именно исходя из этого основного положения мы в течение многих лет и работали. Это положение должно быть сейчас оценено как неправильное; человеческое поведение является продуктом сложного исторического развития и не может быть выражено в системе естественнонаучных понятий; в историческом развитии человека появляются качественно новые формы поведения, которые являются по своему генезу социальными и которые снимают примитивные органические формы поведения. Психология является наукой о том, как в поведении человека социальное перестраивает биологическое и как в результате исторического развития возникают новые психологические категории. Если это правильно, а я считаю, что психология человека является прежде всего наукой о тех формах поведения, которые возникают в процессе исторического развития, то, конечно, этим и определяются и место психологии в ряду наук, и ее специфическое содержание, и ее методы. Совершенно понятно, что изучение реакций не будет занимать центральное место в нашей системе психологии— из доклада Лурии.
Тем не менее после отставки очередного директора Института психологии, В. Н. Колбановского, был вторично назначен директором института в 1938 году и занимал эту должность вплоть до 1941 года.
С 1943 — действительный член и вице-президент (до 1953) Академии педагогических наук РСФСР. В 1946—1956 гг. главный редактор журнала «Семья и школа».

Могила К. Н. Корнилова на Новодевичьем кладбище в Москве

## Научный вклад
В 1920-е годы разрабатывал концепцию реактологии, которую в качестве марксистской психологии пытался противопоставить как рефлексологии, так и идеалистической эмпирической психологии. После «реактологической дискуссии» (конец зимы — весна 1931 года) отказался от этих взглядов на реактологию.

## Сочинения
- Учение о реакциях человека с психологической точки зрения («реактология»). М., 1921 (3-е изд. М.—Л., 1927)
- Современная психология и марксизм // ПЗМ. 1923. № 1, 4—5;
- Диалектический метод в психологии // ПЗМ. № 1
- Современная психология и марксизм. Л., 1924 (2-е изд. — Л., 1925)
- Психология и марксизм // Психология и марксизм. Сборник статей. Л., 1925
- Современное состояние психологии в СССР // ПЗМ. 1927. № 10—11
- Учебник психологии, изложенной с точки зрения диалектического материализма. М., 1929; Психология. [В соавт.]. 2-е изд. М., 1941.